# 公报 (博茨瓦纳)
《公报》（英語：The Gazette），中文全称《博茨瓦纳公报》（The Botswana Gazette），是一份在博茨瓦纳哈博罗内发行的英语报纸，创刊于1985年。
2015年，该报纸的时任总编辑（Shike Olsen）、时任编辑（Lawrence Seretse）以及一名记者（Innocent Selatlhwa）和律师（Joao Salbany）在博兹瓦纳反腐败和经济犯罪局（Botswana's Directorate on Corruption and Economic Crime）对其办公室进行突击检查后被捕。